# Divorcio en Buda
Divorcio en Buda (Válás Budán) es una novela publicada en 1935 por el autor húngaro Sándor Márai. 

## Argumento
Cuenta la historia del juez Kristóf  Kömives, un respetable miembro de la alta burguesía húngara, quien vive en Buda, la parte antigua de Budapest. Está casado y tiene dos hijos. Lleva una vida apacible, dictada por una moral rígida. Se considera un fiel heredero de una tradición familiar que incluye otros jueces. La novela empieza con Kristóf Kömives, sentado en su despacho, ante los papeles de divorcio de una pareja de conocidos, el médico Imre Greiner y Anna Fazekas. Esta anécdota inicial sirve para narrar la historia familiar y de su clase social. Se percibe que ya no gozan del predicamento de antaño, que la Primera Guerra Mundial ha marcado el final de una época. Un síntoma de esos aires de cambio se manifiesta con este divorcio inminente. Además, en medio de esa evocación de su origen, el juez muestra que, pese a que ha tenido apenas cuatro encuentros con Anna Fazekas, siempre ha pensado en ella. Su casamiento no lo ha privado de ese sentimiento. En la víspera de la audiencia, tras volver de una reunión social con su esposa, encuentra en su casa a Imre Greiner. Viene a contarle que se ha desatado una tragedia, que no va a ser posible la audiencia. Los dos hombres permanecen toda la noche hablando. De fondo, se cuenta un conflicto de clase. El médico se presenta como un advenedizo. Tiene un origen humilde y ha logrado terminar la carrera de medicina gracias a la ayuda de un tío rico. Ese origen bajo, pese a sus triunfos en la sociedad, son presentados como un gran problema sin resolución. Cuando Imre siente que su mujer no lo ama, y esto ocurre en el cuarto año del matrimonio, se produce el desencanto. Ya no quiere ser parte de la buena sociedad. De ahí en más hay un camino recto hacia el divorcio.

## Visión del mundo
Mediante extensos monólogos de los personajes se muestra una historia trágica, se revela el vacío creciente en la vida de los personajes. La sociedad se moderniza, nuevos sectores de la población logran el ascenso social y las antiguas clases acomodadas se sienten asediadas. El mundo está cambiando, y la prueba más grande es el estallido de la Primera Guerra Mundial (1914-1918).

## Acogida
Divorcio en Buda fue un éxito en su momento, forma parte de otras novelas de Sándor Márai que supieron ganarse el favor del público, pero ya se percibe un cambio de paradigma. El Nazismo está en pleno ascenso y si la Primera Guerra Mundial marcó un quiebre en la historia, en esos Años 1930 también se percibe una tragedia próxima, y los personajes de la novela lo demuestran.   
- Datos: Q2881822